# L'anno della cometa
L'anno della cometa (Year of the Comet) è un film del 1992 diretto da Peter Yates.

## Trama
Il film racconta le avventure di una giovane enologa e di un miliardario all'inseguimento di una preziosa bottiglia di vino del 1811, anno della grande cometa.

## Produzione
La maggior parte delle riprese si sono svolte in Francia.